# فولکروده
فولکروده (به آلمانی: Volkerode) یک شهر در آلمان است که در آیشسفلد واقع شده‌است. فولکروده ۲۶۴ نفر جمعیت دارد.